# NGC 5932
NGC 5932 (również PGC 55109) – galaktyka soczewkowata (S0/a?), znajdująca się w gwiazdozbiorze Wolarza. Odkrył ją Lewis A. Swift 21 kwietnia 1887 roku. Należy do galaktyk Seyferta typu 2.